# Garuda Wisnu Kencana
Garuda Wisnu Kencana est une statue de 75 mètres de haut d'un Vishnou debout qui se trouve à Bali en Indonésie.
La construction de la statue a été fini en 2018 après un chantier de 8 ans. Elle a été terminée le 31 juillet 2018 et inaugurée le 22 septembre 2018 par le président Joko Widodo.
Elle repose sur une base de 46 mètres de haut, conduisant à une hauteur totale de 121 mètres du monument.
Elle est en 2019 la dix-septième plus grande statue au monde.